# Chris von Saltza
Susan Christina (Chris) von Saltza (San Francisco, 13 januari 1944) is een Amerikaans voormalig zwemster, gespecialiseerd in de vrije slag. Ze veroverde in 1960 op de Olympische Zomerspelen in Rome drie olympische titels, op de 400 meter vrije slag, de 4x100 meter vrije slag en de 4x100 meter wisselslag.

## Biografie
Von Saltza kwam uit een sportieve familie: haar vader deed tijdens zijn studie aan zwemmen, haar opa was een Americanfootballspeler. Zelf speelde ze zich al vanaf haar dertiende in de kijker, toen ze als talent werd bestempeld. Nadat Von Saltza in 1959 vijf gouden medailles won op de Pan-Amerikaanse Spelen (100 meter vrije slag, 200 meter vrije slag, 400 meter vrije slag, 4x100 meter vrije slag en 4x100 meter wisselslag), zette ze ook koers richting de Olympische Zomerspelen in Rome (1960).
In Rome veroverde ze drie olympische titels: op de 400 meter vrije slag, de 4x100 meter vrije slag en de 4x100 meter wisselslag. Tevens won ze er nog een zilveren medaille. Haar overwinning op de 400 meter vrije slag betekende het einde van een langdurige Australische dominantie op deze afstand. Daarentegen was deze niet onverwacht, aangezien ze eerder al een wereldrecord op haar naam had gezet in een tijd van 4.44,5 minuten. Ze was de eerste Amerikaanse vrouw die de barrière van vijf minuten doorbrak. Von Saltza won bovendien tal van nationale titels en 19 individuele AAU-titels.
Na de Spelen stopte ze in 1961 met zwemmen en ging ze Aziatische geschiedenis studeren aan de Stanford-universiteit. Ze ging later enige tijd voor haar werk naar Azië, maar gaf ook zwemles in diverse Aziatische landen (Zuid-Korea, de Filipijnen, Vietnam, Maleisië, Singapore, Hongkong en Taiwan). Von Saltza was in 1968 assistent-coach van de Amerikaanse dameszwemploeg op de Olympische Spelen. Ze werkte dertig jaar bij IBM en ging daarna verder met haar eigen technologische bedrijf.
Von Saltza werd in 1966 opgenomen in de International Swimming Hall of Fame.

## Erelijst
- Olympisch kampioen: 1960.
- Pan-Amerikaans kampioen: 1959.

1924: Martha Norelius ·
1928: Martha Norelius ·
1932: Helene Madison ·
1936: Rie Mastenbroek ·
1948: Ann Curtis ·
1952: Valéria Gyenge ·
1956: Lorraine Crapp ·
1960: Chris von Saltza ·
1964: Ginny Duenkel ·
1968: Debbie Meyer ·
1972: Shane Gould ·
1976: Petra Thümer ·
1980: Ines Diers ·
1984: Tiffany Cohen ·
1988: Janet Evans ·
1992: Dagmar Hase ·
1996: Michelle Smith ·
2000: Brooke Bennett ·
2004: Laure Manaudou ·
2008: Rebecca Adlington ·
2012: Camille Muffat ·
2016: Katie Ledecky ·
2020: Ariarne Titmus ·
2024: Ariarne Titmus
1912: Moore, Fletcher, Speirs, Steer ·
1920: Woodbridge, Schroth, Guest, Bleibtrey ·
1924: Donnelly, Ederle, Lackie, Wehselau ·
1928: Lambert, Osipowich, Saville, Norelius ·
1932: Johns, Saville, McKim, Madison ·
1936: Selbach, Wagner, den Ouden, Mastenbroek ·
1948: Corridon, Kalama, Helser, Curtis ·
1952: I. Novák, Temes, É. Novák, Szőke ·
1956: Fraser, Leech, Morgan, Crapp ·
1960: Spillane, Stobs, Wood, von Saltza ·
1964: Stouder, de Varona, Watson, Ellis ·
1968: Barkman, Gustavson, Pedersen, Henne ·
1972: Babashoff, Barkman, Kemp, Neilson ·
1976: Peyton, Sterkel, Babashoff, Boglioli ·
1980: Krause, Metschuck, Diers, Hülsenbeck ·
1984: Johnson, Steinseifer, Torres, Hogshead ·
1988: Otto, Meißner, Hunger, Stellmach ·
1992: Haislett, Martino, Thompson, Torres ·
1996: Martino, Van Dyken, Fox, Thompson ·
2000: Van Dyken, Shealy, Thompson, Torres ·
2004: Mills, Lenton, Thomas, Henry ·
2008: Dekker, Kromowidjojo, Heemskerk, Veldhuis ·
2012: Coutts, C. Campbell, Elmslie, Schlanger ·
2016: McKeon, Elmslie, B. Campbell, C. Campbell ·
2020: B. Campbell, Harris, McKeon, C. Campbell ·
2024: O'Callaghan, Jack, McKeon, Harris
1960: Burke, Kempner, Schuler, von Saltza ·
1964: Ferguson, Goyette, Stouder, Ellis ·
1968: Hall, Ball, Daniel, Pedersen ·
1972: Belote, Carr, Deardurff, Neilson ·
1976: Richter, Anke, Pollack, Ender ·
1980: Reinisch, Geweniger, Pollack, Metschuck ·
1984: Andrews, Caulkins, Meagher, Hogshead ·
1988: Otto, Hörner, Weigang, Meißner ·
1992: Loveless, Nall, Ahmann-Leighton, Thompson ·
1996: Botsford, Beard, Martino, Van Dyken ·
2000: Bedford, Quann, Thompson, Torres ·
2004: Rooney, Jones, Thomas, Henry ·
2008: Seebohm, Jones, Schipper, Trickett ·
2012: Franklin, Soni, Vollmer, Schmitt ·
2016: Baker, King, Vollmer, Manuel ·
2020: K. McKeown, Hodges, E. McKeon, Campbell ·
2024: Smith, King, Walsh, Huske
- National Archives and Records Administration: 10597778